# William Whiteley (2e baron Marchamley)
 (juin 2023).
Si vous disposez d'ouvrages ou d'articles de référence ou si vous connaissez des sites web de qualité traitant du thème abordé ici, merci de compléter l'article en donnant les références utiles à sa vérifiabilité et en les liant à la section « Notes et références ».
William Tattersall Whiteley, 2e baron Marchamley (22 novembre 1886 - 17 novembre 1949), est un pair britannique.

## Biographie
Il est le fils de George Whiteley et de Alice Tattersall.
Il fait ses études au Collège d'Eton puis à Hertford College, dans l'Université d'Oxford en Angleterre.
Il combat pendant la Première Guerre mondiale. Il obtient le grade de Lieutenant-commandant dans la réserve Volontaire Royale Marine. Il obtient ensuite le grade de Major dans la Royal Air Force. 
Il occupe la fonction de Haut Shérif de Hampshire en 1921. Il se présente dans la circonscription de Leeds dans les 1923 et 1924 aux élections générales. Il succède à son père comme baron Marchamley, le 21 octobre 1925. Il siège à la Chambre des lords du 21 octobre 1925 au 17 novembre 1949. Il est recensé comme n'ayant jamais participé aux débats à la chambre. Il siège avec les Crossbencher.
Il obtient le grade de Flight Lieutenant dans la Royal Air Force Volunteer Reserve et il combat pendant la Seconde Guerre mondiale entre 1939 et 1944.
Il meurt le 17 novembre 1949 à 62 ans en Angleterre, des suites d'une blessure par balle auto-infligée.

## Famille
Il épouse, le 24 mai 1911, Margaret Clara Johnstone, fille de Thomas Scott Johnstone et de Margaret Lambie, dont 2 enfants :
- Alice Tattersall Whiteley (11 avril 1917 - ?) épouse le Lieutenant-Colonel Robert Danby Bradford, dont descendance.
- John Whiteley, 3e baron Marchamley (24 avril 1922 - 26 mai 1994) épouse Sonia Kathleen Pedrick, dont descendance.